# هو یینگ چین
هو یینگ چین (به انگلیسی: He Yingqin) (زادهٔ ۲ آوریل ۱۸۹۰ – درگذشتهٔ ۲۱ اکتبر ۱۹۸۷) سیاست‌مدار اهل جمهوری چین بود.